# MPPE
MPPE (Microsoft Point-to-Point Encryption) – protokół stworzony przez Microsoft do szyfrowania informacji wysyłanych pomiędzy dwoma punktami. Używa algorytmu RC4 do szyfrowania.
Często jest używany w połączeniu z MPPC, który kompresuje informacje.